# Danuta Jazłowiecka
Danuta Jazłowiecka (Opole; 19 de Maio de 1957 — ) é um político da Polónia. Ela foi eleito para a Sejm em 25 de Setembro de 2005 com 14248 votos em 21 no distrito de Opole, candidato pelas listas do partido Platforma Obywatelska.